# Свети Петър (Теруел)
Вижте пояснителната страница за други значения на Свети Петър.
„Свети Петър“ (на испански: San Pedro) е католическа църква в град Теруел, Испания.
Разположена в историческия център на града, тя е построена през XIV век и е един от най-ранните образци на мудехарската архитектура. Съвременният пищен интериор е изпълнен през 1896-1902 година в неомузехарски стил по проект на Пабло Монгио.
Църквата „Свети Петър“ е част от груповия обект на Световното наследство Мудехарска архитектура на Арагон.